# 时庄街道
时庄街道是中华人民共和国山东省曲阜市下辖的一个街道，在鲁城街道以西，西邻兖州市。原称时庄镇，面积75平方公里，总人口5.1万。现辖48个行政村。1997年6月，撤销时庄乡，设立时庄镇。2010年，由时庄镇改为时庄街道。
原辖犁铧店、李家店、李官庄、颜家村东、颜家村西、时庄前、时庄后、郭家庄、安吉庄、红楼、坊岭东、坊岭西、前坊岭、古柳、八里铺、焦家、河头、田家、新田、伊家、小孔家、马家、黄家、孟家林、大柳、张庄、坊西、单家、戴庄前、杨庄前、杨庄后、小安、王家堂、后孔、前孔、南纪家、后吕家、双庙、郑家、西高家、薛家、罗汉、东辛庄、西辛庄、北辛庄、大庙、张村、霍家、土坡、刘家村51个行政村。2008年5月，将泗河东岸的田家、河头、焦家三个行政村划归兖州市酒仙桥街道管理。
辖境内有孔子商贸城。

## 人口
2010年中国第六次人口普查时，时庄街道共有人口53584人。共有家庭15523户，平均每户3.44人。14岁以下的少年儿童共8614人，占总人口16.07%；15-64岁人口共39996人，占总人口74.64%；65岁及以上的老年人共4974人，占总人口的9.282%。男性共计26672人，占总人口49.77%；女性共计26912人，占总人口50.22%。本地居住的人口中，拥有本地户籍的人口为46906人，占87.53%。

## 交通
327国道经过境内，曲阜汽车站也位于时庄。